# Campionati francesi di ski cross 2024
I Campionati francesi di ski cross 2024 si sono svolti a Les Saisies il 5 marzo. Il programma ha incluso sia la gara femminile che la gara maschile. 
Trattandosi di competizioni valide anche ai fini del punteggio FIS, vi hanno partecipato anche sciatori di altre federazioni, senza che questo consentisse loro di concorrere al titolo nazionale francese.

## Risultati

### Uomini
| Pos. | Atleta                    | Nazione |
| ---- | ------------------------- | ------- |
| 1    | Terence Tchiknavorian     | Francia |
| 2    | Nicolas Raffort           | Francia |
| 3    | Romain Mari               | Francia |
| 4    | Youri Duplessis Kergomard | Francia |

### Donne
| Pos. | Atleta                     | Nazione |
| ---- | -------------------------- | ------- |
| 1    | Marielle Berger Sabbatel   | Francia |
| 2    | Mylene Ballet Baz          | Francia |
| 3    | Mathilde Brodier           | Francia |
| 4    | Tifenn Miorcec De Kerdanet | Francia |